# DVD-Rip
DVD-Rip — тип конвертації відеофайлу з оригінального DVD задля зменшення розміру фільму.
Найчастіше ріппінг відбувається методом стиснення відео в формати MPEG-4 та AVI. Найпоширеніші DVD-Rip обсягом 650—700 Мб і 1,3-1,7 Гб. Якість таких файлів здебільшого висока, хоча значною мірою залежить від майстерності творця («ріпера»). Іноді версії з кращою якістю позначають як SuperDVD, HQ-DVD тощо.